# Władimir Bułatow
Władimir Georgijewicz Bułatow (ros. Владимир Георгиевич Булатов, ur. 30 czerwca 1929 w Nowosybirsku, zm. 19 lutego 1976) – radziecki lekkoatleta, specjalista skoku o tyczce, medalista mistrzostw Europy z 1958 i były rekordzista Europy.
Zajął 9.–10. miejsce w skoku o tyczce na igrzyskach olimpijskich w 1956 w Melbourne.
Zdobył brązowy medal w tej konkurencji na mistrzostwach Europy w 1958 w Sztokholmie, przegrywając jedynie z Eelesem Landströmem z Finlandii i Niemcem Manfredem Preußgerem. Wszyscy trzej osiągnęli tę samą wysokość – 4,50 m. Bułatow nie wystąpił na igrzyskach olimpijskich w 1960 w Rzymie, gdyż doznał kontuzji podczas rozgrzewki przed rundą kwalifikacyjną.
Zajął 2. miejsce na Akademickich Mistrzostwach Świata (UIE) w 1957  w Moskwie (ex aequo z Preußgerem) i 3. miejsce w 1955 w Warszawie.
Ustanowił rekord Europy w skoku o tyczce wynikiem 4,62 m 2 maja 1959 w Nalczyku. Poprawił ten rekord rezultatem 4,64 m 18 lipca 1959 w Filadelfii.
Był mistrzem ZSRR w skoku o tyczce w 1957, wicemistrzem w latach 1958–1960 oraz brązowym medalistą w 1954 i 1955.